# Huernia lopanthera
Huernia lopanthera är en oleanderväxtart som beskrevs av Peter Vincent Bruyns. Huernia lopanthera ingår i släktet Huernia och familjen oleanderväxter. Inga underarter finns listade i Catalogue of Life.